# Авраам Бер Готлобер

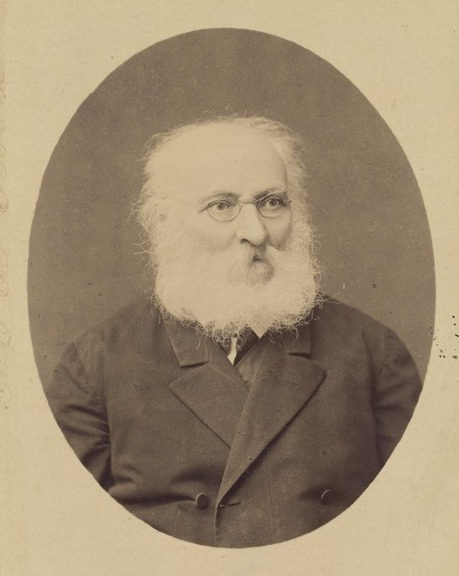

Готлобер Авраам-Бер (14 січня 1810, Старокостянтинів Старокостянтинівський повіт, Волинська губернія — 12 квітня 1899, Білосток, Російська імперія) — єврейський поет, історик і журналіст. Він писав переважно на івриті, але також писав вірші і драми на їдиш.

## Біографія
В юні роки Авраам Готлобер вивчав Талмуд, Біблію та єврейську граматику, сильно захоплювався Кабалою. В 1828 році Авраам-Бер з батьком відвідав Галичину. В Тернополі він познайомився з відомим єврейським діячем освіти Йосипом Перлом, після чого з захопленням віддався вивченню світських наук. Про це дізнався його тесть-хасид, який за порадою цадика змусив єретика-зятя дати дружині розлучення.
З тих пір Готлобер вів життя мандрівного вчителя. В 1830 році проживав в Одесі де близько зійшовся з місцевими караїмами. Вирішальний вплив на світогляд Готлобера зробило знайомство з видатними єврейськими діячами освіти Менделем Левіним та Іцхаком Бер Левінзоном.
Готлобер дебютував у літературі в 1835 році збіркою перекладених та оригінальних віршів «Pirke ha-Abib». Став відомим через виданий в 1850 році новий збірник віршів «Hanizanim». Готлобер став одним з лідерів і головних виразників ідей та сподівань тодішніх маскілім (освічених євреів). У віршах і прозі Готлобер ратував за освіту, захоплено вітав почату урядом шкільну реформу і громив євреїв ортодоксів за їх відсталість.
В 1851 році склав іспит на звання викладача рабинського училища і деякий час був вчителем. Три роки працював у державних школах для єврейських хлопчиків у Кам'янець-Подільському, він був переведений на аналогічну позицію у Старокостянтинові, де він залишався протягом одинадцяти років. У 1865 році Готлобер написав дослідження з історії виникнення караїмів «Bikoreth le-Toledoth ha-Karaim» (з примітками караїмського вченого А. Фірковіча). З 1866 року викладав Талмуд в житомирському рабинському училищі. Після закриття останнього у 1873 році оселився в Дубні і в 1876 році заснував журнал «Габокер Ор». Мемуари Готлобера «Hagisrah we ha-Binjah» («Габокер Ор», 1878) та його автобіографія «Zichronoth» (1880–1881) становлять великий інтерес для історії культури еврейского єврейства першої половини 19 століття.
Останні роки життя старий і сліпий поет провів у Білостоці.